# جوان موراي (مؤرخة الفن)
جوان موراي هي مؤرخة الفن كندية، ولدت في 1943 في نيويورك في الولايات المتحدة.